# Xenospiza baileyi
Xenospiza baileyi là một loài chim trong họ Emberizidae.

## Phân loài
- Xenospiza baileyi baileyi
- Xenospiza baileyi sierraePitelka, 1947